# Audre Lorde
       Audre Geraldine Lorde (Harlem, Nueva York 18 de febrero de 1934 - Saint Croix, 17 de noviembre de 1992) fue una escritora afroamericana, feminista, lesbiana y activista por los derechos civiles. Como poeta es especialmente conocida por el dominio técnico y la fuerza emocional con los que expresa la ira y la indignación que le suscitaron las injusticias civiles y sociales que observó a lo largo de su vida. Sus poemas y prosa trataron en gran medida temas relacionados con los derechos civiles, el feminismo y la exploración de la identidad femenina negra. Su obra más conocida es Hermana Otra, un libro de ensayos que contiene varios de sus textos más influyentes en las luchas contra el racismo, el machismo y la opresión heterosexual como son No hay jerarquías en la opresión y Las herramientas del amo no destruirán la casa del amo. 
Tras pasar por la experiencia del cáncer de mama y reflexionar sobre las discriminaciones sufridas por las mujeres, que se superponen a las de raza y de orientación sexual, y que se suman a la enfermedad, publicó en 1981 Los diarios del cáncer, un texto dirigido tanto a quienes han vivido o viven la experiencia, como a quienes acompañan a otras en ese proceso.

## Biografía
Audre Lorde creció en el Harlem, Nueva York. Sus padres, inmigrantes afrocaribeños de la isla de Granada fueron Gertrude Belmar y Frederick Lorde. Nombrada por ellos como Audrey Geraldine Lorde, optó por abandonar la "y" de su nombre de pila, como lo explica en Zami. Una nueva forma de escribir mi nombre. Fue la menor de tres hijas y, junto a sus hermanas Phyllis y Helen, creció escuchando historias de su madre acerca de las Indias Occidentales. Aprendió a hablar y a leer al mismo tiempo, enseñada por su madre. Escribió su primer poema cuando estaba en la escuela primaria. Después de graduarse en Literatura y Filosofía en el Colegio Hunter (1951) asistió a la Universidad Hunter entre 1954-1959.
Tuvo amores lésbicos en su juventud y sufrió homofobia al intentar adherirse a la asociación de escritores Harlemn Writers Guild en los años 50. No se rindió y frecuentó los círculos culturales gays de Greenwich Village.  Fue cofundadora de The Kitchen Table-Women of Color Press (Editorial de mujeres de color La Mesa de Cocina) y codirectora del periódico lésbico Chrysalis.
En 1954, vivió en la Ciudad de México y en Cuernavaca, Morelos. Durante esa estancia acudió a la Universidad Nacional Autónoma de México y se integró al círculo de exiliados norteamericanos en esta segunda ciudad. Este período fue un momento de afirmación y de renovación, que le permitió confirmar su identidad a nivel personal y artístico como lesbiana y poeta.
En 1961 recibió su Master en bibliotecología de la Universidad de Columbia. Trabajó durante varios años como bibliotecaria. Se casó en 1962 con el abogado Edward Rollins, con quien tuvo a sus dos hijas. La pareja se divorció en 1970.
Recibió un subsidio de NEA en 1968 y fue contratada como “poeta residente” por el Tougaloo College donde conoció a quien fue su pareja durante diecinueve años, Frances Louise Clayton.
En 1968 publicó su primer libro de poesía, The First Cities. En 1978 comenzó a trabajar como profesora de inglés, primero en el John Jay College of Criminal Justice de Nueva York, y luego en el Hunter College.

#### Los años en Berlín
En 1984, Lorde inició un período de profesora visitante en Berlín Occidental, en el Instituto F. Kennedy para Estudios Norteamericanos de la Universidad Libre de Berlín, que se extendería hasta 1992. Fue invitada por la profesora de dicha Universidad Libre Dagmar Schultz, quien la había conocido en el "Foro Mundial por Las Mujeres" de la ONU, en Copenhague, en 1980. Durante su estadía en Alemania Lorde ejerció un significativo influjo en muchas alemanas y tuvo una participación muy relevante en el inicio del Afro-movimiento alemán. El término "afro-alemán" fue creado por Lorde y otras alemanas negras como un gesto hacia el movimiento afroamericano. Durante sus diversas estancias en ese país, Lorde dejó una honda huella en mujeres como Mayo Ayim, Ika Hügel-Marshall, y Helga Emde. Todas ellas decidieron empezar a escribir tras conocerla. En vez de emplear la violencia contra los problemas sistémicos, Lorde abogaba por usar la palabra como una potente forma de resistencia y animó a las mujeres alemanas a alzar sus voces en vez de pelear de vuelta. Su influjo en Alemania fue más allá de las afro-alemanas; muchos hombres y mujeres blancos encontraron en la obra de Lorde una gran herramienta para sus propias vidas, empezaron a poner en cuestión sus privilegios y su poder blancos, y se tornaron más conscientes de las intersecciones vitales con otros y otras.
Para hacer justicia a la influencia de Lorde en el movimiento afro-alemán, Dagmar Schultz emprendió el proyecto de hacer un documental que destacara un capítulo en la vida de Lorde para muchos desconocido. "Audre Lorde: Los Años de Berlín 1984–1992" fue parte del Festival de cine de Berlín, Berlinale, y tuvo su premier mundial en el 62.º Festival Anual en 2012. La película se ha exhibido en festivales de cine por todo el mundo, y ganó el Premio del público al mejor documental en el 15.º Festival de Cine y Video Queer Reelout del 2014,  el Premio de Oro al mejor documental en el Festival de cine Internacional para Mujeres, Asuntos Sociales y Cero Discriminación, y el Premio del público al mejor documental en el Festival Internacional de Cine LGBT de Barcelona.  "Audre Lorde: Los Años de Berlín" revela la falta de reconocimiento que la contribución de Lorde a las teorías de interseccionalidad ha tenido hasta ahora.
En 1978 se le diagnosticó un cáncer de mama por el que le realizaron una masectomía. Seis años más tarde se enfrentó a un cáncer hepático. Tanto en Los diarios del cáncer (1980), que deriva en parte de entradas de su diario personales escritas a fines de los años setenta, como en A Burst of Light (Una explosión de luz) (1988) Lorde emplea el ensayo para recoger, explorar, y reflexionar en la diagnosis, tratamiento, y recuperación del cáncer de pecho. En ambos trabajos Lorde discute las ideas occidentales de enfermedad, tratamiento, y prótesis y belleza físicas, así como los temas de la muerte, el miedo a morir, la victimización versus la supervivencia, y la fuerza interior.
Murió el 17 de noviembre de 1992 en Saint Croix donde vivía con su pareja Gloria. Antes de su muerte, durante una ceremonia africana de bautismo, Lorde tomó el nombre de Gamba Adisa, que quiere decir: "Guerrera: la que se hace comprender".

## Pensamiento lesbofeminista
Lorde se identificaba como guerrera, mujer, negra, madre, lesbiana, poeta; pugnaba por no reducirse a una de aquellas identidades, sino reafirmarlas como fuente de fuerza. Planteó, entre otras ideas, que el racismo, el clasismo, el sexismo y la homofobia son cuatro tipos de ceguera nacidos de la misma raíz: la imposibilidad de reconocer el concepto de diferencia en cuanto fuerza humana dinámica. A lo largo de su vida, asumió su poesía y activismo como un trabajo para confrontar y exponer las injusticias derivadas de este tipo de fobias a lo diferente. En la conferencia “Las herramientas del amo nunca desmontan la casa del amo”, recogida en el libro La hermana, la extranjera, expuso que las pautas derivadas de las estructuras de opresión que las mujeres han incorporado a su forma de vida, es una forma de opresión afincada en el interior. 

De igual forma, señaló que:
Promover la mera tolerancia de las diferencias entre las mujeres es incurrir en el más burdo de los reformismos. Supone negar por completo la función creativa que las diferencias desempeñan en nuestras vidas. Las diferencias no deben contemplarse con simple tolerancia; por el contrario, deben verse como la reserva de polaridades necesarias para que salte la chispa de nuestra creatividad mediante un proceso dialéctico. Solo así deja de resultar amenazadora la necesidad de la interdependencia. Solo en el marco de la interdependencia de diversas fuerzas, reconocidas en un plano de igualdad, puede generarse el poder de buscar nuevas formas de ser en el mundo y el valor y el apoyo necesarios para actuar en un territorio todavía por conquistar.

## Audre Lorde, el lenguaje y la comunicación

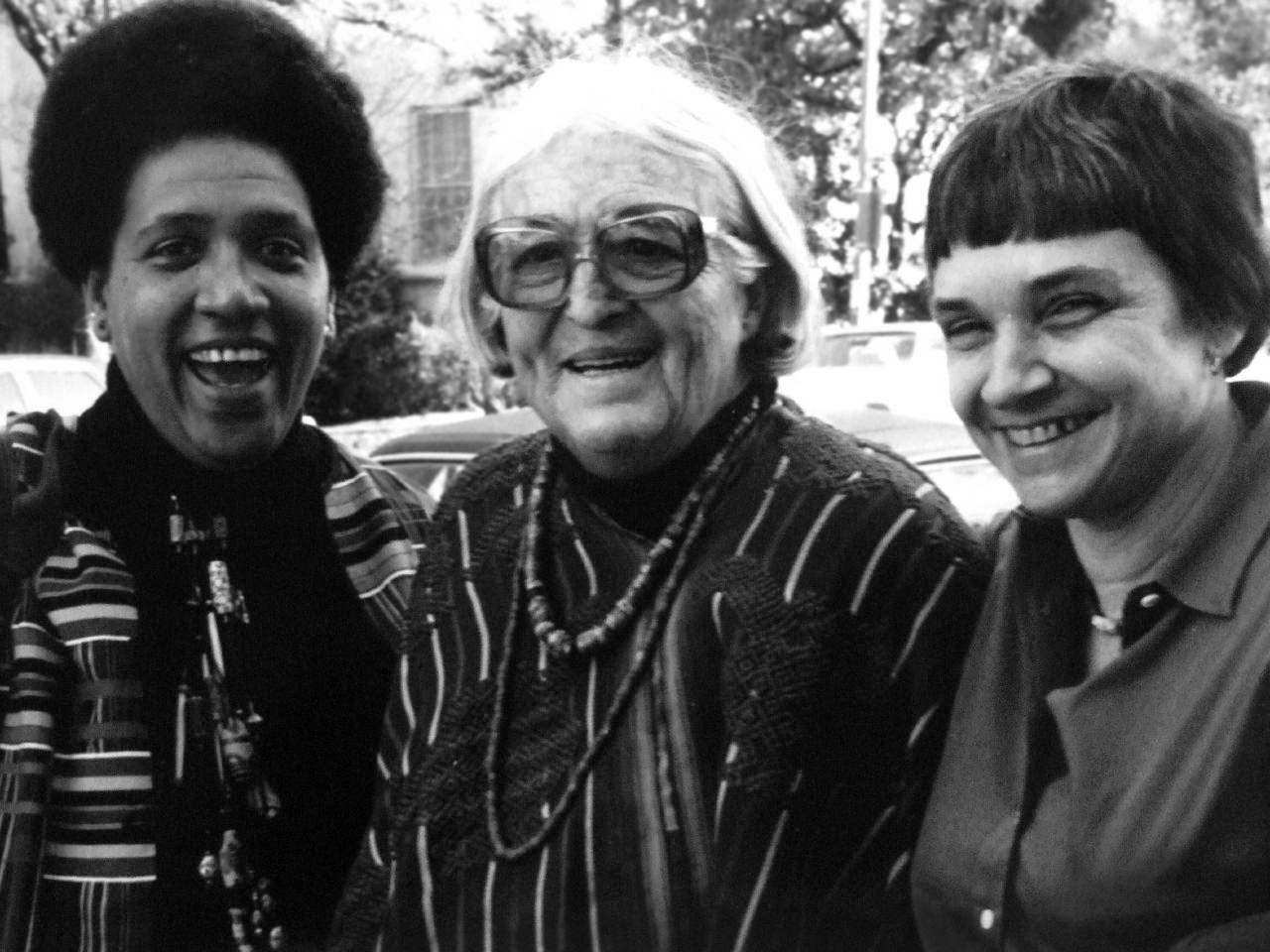
1980 en Austin, 1980 en la historia LGBT en Estados Unidos, Adrienne Rich, Audre Lorde, Moda en 1980, Meridel Lesueur

En 1979, Adrienne Rich hizo una entrevista a Audre Lorde donde, entre muchísimas cosas, le pregunta por su infancia. Lorde enfoca la historia de su vida en sus experimentos con el lenguaje y la comunicación. Cómo la forma de pensar paso a paso, siempre mediante la comunicación verbal y el lenguaje utilitarista y con raíces casi científicas era blanco, occidental. Ella aprendió de su madre la importancia de la comunicación no verbal, ella esperaba de Audre Lorde que entendiese todo lo que sentía y quería sin decirle nada, simplemente por su forma de comportarse, posición etc. Su familia tenía un lenguaje distinto, básicamente si las palabras no eran suficientemente fuertes para lo que ellos deseaban decir, se inventaba una nueva palabra que pasaba a formar parte del vocabulario cotidiano de la familia. Esta comunicación no verbal abrió la puerta a un mundo subterráneo en las relaciones personales, una parte del lenguaje que no es explícita  y hay que aprender a desentrañar. 
Esta forma de comunicarse acarreó también ciertas dificultades para Lorde. La forma en la que pensaba ella, gracias a esta educación, era completamente distinta a la de sus compañeros de instituto. Comenzó a pensar en burbujas, de manera caótica, lírica y la norma, la exigencia, era un pensamiento mucho más restringido, recto.
Aunque ella solo habla de la peculiaridad de su forma de comunicarse y de pensar se puede interpretar a través de sus palabras cómo el lenguaje y la comunicación normartivo no deja de ser un lenguaje y una comunicación occidental, masculina, blanca y obrera. Obrera porque ella misma comenta que piensa en poesía y que la poesía es el arte del pueblo, del obrero, pues no necesitas mucho tiempo, ni recursos, ni grandes espacios ni cantidades de dinero. Solo unos minutos libres, un papel y un lápiz. Aunque en esta ocasión habla de manera literal, la lírica, la poesía, los cantares siempre se han trasmitido mediante generaciones obreras y por ende, esa forma de percibir, de intuir, de pensar tan caótica y tan poética es propia de las minorías.